# 3,7 cm PaK 36
3,7 cm PaK 36 (niem. Panzerabwehrkanone 36) – niemiecka armata przeciwpancerna kalibru 37 mm. Opracowywana od 1925 w zakładach Rheinmetall, weszła do produkcji seryjnej w 1928, jako jedno z najnowocześniejszych dział przeciwpancernych świata. Produkcję przyspieszono w 1933, a w 1936 armata otrzymała oznaczenie PaK 35/36. Zadebiutowała bojowo podczas hiszpańskiej wojny domowej i wykazała się dużą skutecznością przeciw ówczesnym, lekko opancerzonym, czołgom.
Jako 3,7 cm KwK 36 L45 stanowiła także uzbrojenie wczesnych modeli czołgu PzKpfw III i innych pojazdów niemieckich. Pocisk wystrzelony z PaK 36 z odległości 500 m przebijał ok. 30 mm pancerza (przy kącie nachylenia płyty 30°).
Pierwsza wiarygodna informacja o dostępności tej broni (ilości) znalazła się w Überblick Rüststand des Heeres (spisie wyposażenia wojskowego) z 1 września 1939 roku. Zgodnie z nią liczba tych armat wynosiła 10 411 egzemplarzy. Ogólny zapas amunicji 3,7 cm wynosił około 16 000 000 sztuk. W kampanii wrześniowej zużyto około 2 000 000 tych pocisków.
W kampanii wrześniowej armata wciąż była dość skuteczna, ale już w 1940, w czasie operacji Fall Gelb nie była w stanie przebić grubych pancerzy czołgów francuskich i brytyjskich (np. Matilda Mk II, Char B1 czy Somua S-35). Nadal jednak służyła w armii niemieckiej aż do czasu ataku na Związek Radziecki, kiedy okazała się całkowicie bezsilna wobec czołgów T-34. Zyskała wtedy przezwisko „Anklopf” – „kołatka”.
Została zastąpiona armatą 5 cm PaK 38, ale w ograniczonym zakresie była używana jeszcze w 1945. Skuteczność dział próbowano poprawiać używając do nich nadkalibrowych pocisków kumulacyjnych (Stielgranate 41). Na lawetach części dział zamontowano lufy kalibru 75 mm, tworząc z nich działa piechoty 7,5 cm IG 37.
Działo przeciwpancerne PaK 36 było jednym z najczęściej używanych i najpopularniejszych dział przeciwpancernych z okresu przed II wojną światową. Nieco zmieniona wersja była produkowana w Japonii jako 37 mm Typ 97, wersje eksportowe produkowano do Włoch (cannone contracarro da 37/45) oraz Holandii (37-mm Rheinmetall), a także do Związku Radzieckiego (1-K), gdzie stanowiła również punkt wyjścia dla innych radzieckich armat przeciwpancernych kalibru 37 mm i 45 mm.

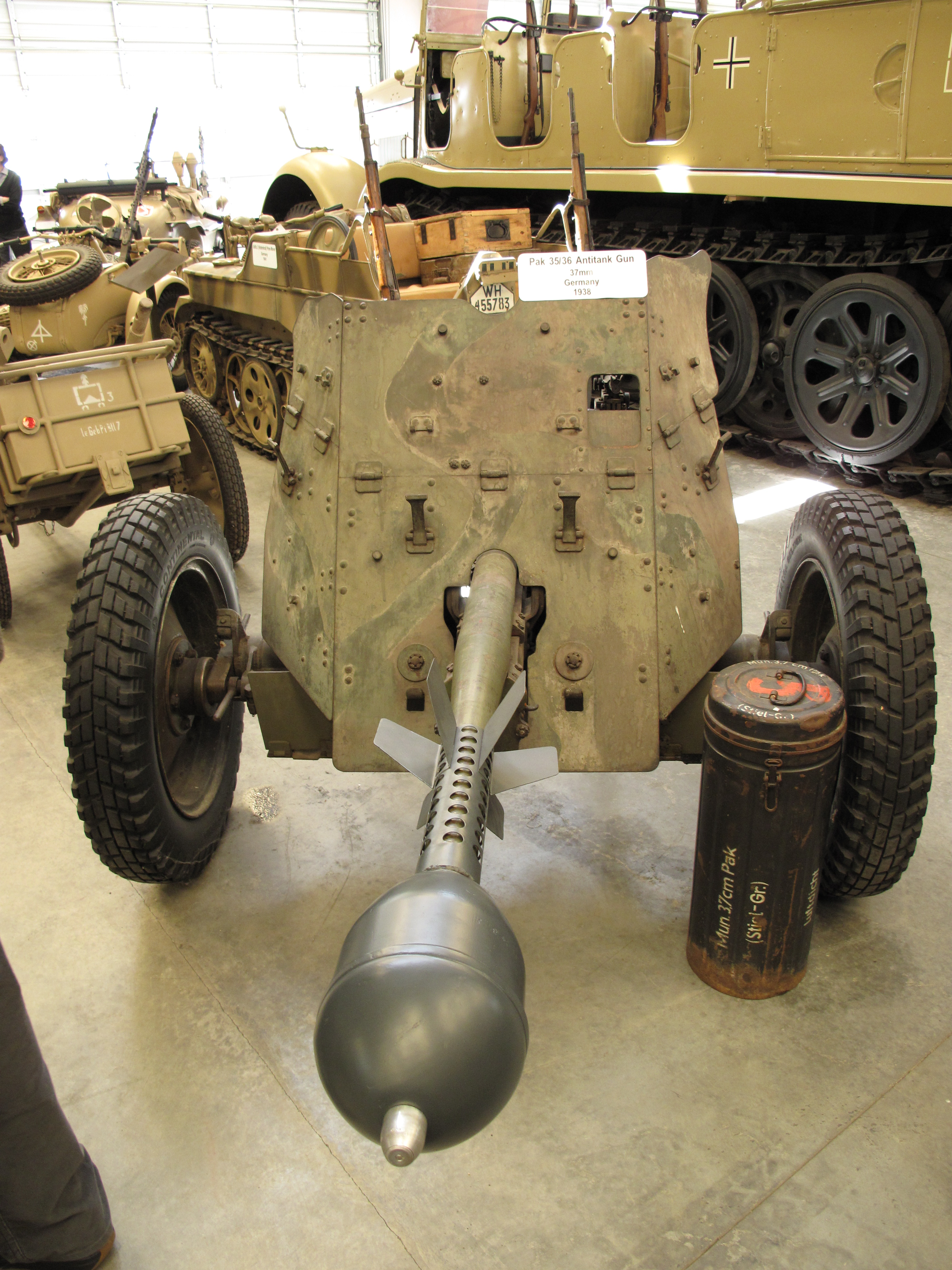
Działo Pak 36 z pociskiem nadkalibrowym

## Amunicja
- Panzergranate (Pzgr.) – pocisk przeciwpancerny pełnokalibrowy wybuchowy, bez czepca ochronnego ani balistycznego, o masie 685 g, w tym 13 g materiału wybuchowego (pentryt z 15% dodatkiem wosku)[4]. Pierwszy, zasadniczy typ pocisku przeciwpancernego. Przebijalność pancerza odchylonego o 30° wynosiła 35 mm na 100 m i 29 mm na 500 m[5].
- Panzergranate 40 (Pzgr. 40) – pocisk przeciwpancerny podkalibrowy, z czepcem balistycznym, o masie 368 g[4]. Przebijalność pancerza odchylonego o 30° wynosiła 64 mm na 100 m i 31 mm na 500 m[5].
- Stielgranate 41 (Stielgr. 41) – pocisk przeciwpancerny kumulacyjny nadkalibrowy – nakładany na wylot lufy, stabilizowany brzechwowo o masie 8510 g. Nabój rozdzielnego ładowania – ładunek miotający w łusce[4]. Przebijalność pancerza odchylonego o 30° wynosiła 180 mm na 100 m[5].
- Sprenggranate 18 umgearbeitet (Spgr. 18 umg.) – pocisk odłamkowo-burzący, o masie 615 g (z zapalnikiem A.Z. 39) w tym 26 g materiału wybuchowego (pentryt z 10% wosku)[6].
- Sprenggranate 40 (Spgr. 40) – nowszy pocisk odłamkowo-burzący, o masie 665 g (z zapalnikiem A.Z. 39) w tym 45 g materiału wybuchowego (pentryt z 10% wosku)[6].

Łuska miała długość 250 mm.